# Twilight Force
Твајлајт форс (енг. Twilight Force) је шведски пауер метал (енг. power metal) бенд оформљен 2011. Текстови њихових песама су инспирисани епском фантастиком. Њихов први студијски албум Tales of Ancient Prophecies (Приче древног пророчанства) је 2014. издала кућа Лоџ рекордс. Чланови бенда желе да задрже њихова права имена у приватности, зато користе псеудониме. Други албум групе, Heroes Of Mighty Magic (Хероји моћне магије), објављен је 2016. и привукао је велику пажњу критичара .

## Историјат
Бенд су 2011. основали Линд (енгл. Lynd) и Блекволда (енгл. Blackwald). Након што су се Крилион(енгл. Chrileon), Ерендир (енгл. Aerendir), Борн (енгл. Born) и Де Аш (енгл. De'Azsh) прикључили бенду, започели су снимање деби албума Tales of Ancient Prophecies који је достигао 29. место на шведским топ-листама. У децембру 2014. члан групе је постао Глорихемер (енгл. Gloryhammer). Године 2015. група је наступали са још два пауер метал бенда, Соната Арктика (енгл. Sonata Arctica) и Фридом кол (енгл. Freedom Call).
У Фебруару 2016. објављено је да је потписан уговор са Нуклиар бласт рекордсом (енгл. Nuclear Blast Records). 26. августа објављен је други албум Heroes Of Mighty Magic са Јоакимом Броденом (енгл. Joakim Brodén) и Фабиом Лионеом (енгл. Fabio Lione) као гостујућим вокалима. Група је наступала на Сабаtон опен ер фестивалу 2016. (енгл. Sabaton Open Air 2016), где је наступ снимљен и објављен на концертном DVD-у. У јесен 2016. група је наступала са Соната Арктиком на њиховој европској турнеји као и Сабатону и Аксепту (енгл. Accept) почетком 2017. на Последњој Турнеји (енгл. The Last Tour).

## Чланови
- Крилион – вокали
- Линд – гитара
- Ерендир – гитара
- Борн – бас
- Блекволд – клавијатуре, виолина
- Де Аш – бубњеви

## Дискографија
- Tales of Ancient Prophecies (2014)
- Heroes of Mighty Magic (2016)
- Dawn of the Dragonstar (2019)